# The Heart of Maryland (opera teatrale)
The Heart of Maryland è un dramma in quattro atti scritto da David Belasco nel 1895. La storia è ambientata al tempo della guerra di secessione.
La prima dello spettacolo si tenne all'Herald Square Theatre il 22 ottobre 1895.  La regia era dello stesso Belasco; gli interpreti principali erano Maurice Barrymore e Mrs. Leslie Carter. L'attrice avrebbe in seguito portato anche sullo schermo il personaggio di Maryland Calvert in un film del 1915 diretto da Herbert Brenon.

## Cast della prima (Broadway, 22 ottobre 1895)
La sera della prima, il cast era:
- Maurice Barrymore: Col. Alan Kendrick
- Mrs. Leslie Carter: Maryland Calvert
- John E. Kellerd: Col. Fulton Thorpe
- Frank Mordaunt: Hugh

## Versioni cinematografiche
- Barriera di sangue (The Heart of Maryland), regia di Herbert Brenon (1915)
- The Heart of Maryland, regia di Tom Terriss con Catherine Calvert (1921)
- The Heart of Maryland, regia di Lloyd Bacon con Dolores Costello (1930)